# Marta Sánchez Soler
Marta Fernanda Sánchez Soler (Montauban, Francia, 1941) es socióloga y activista mexicana. Es la presidenta del Movimiento Migrante Mesoamericano (MMM), movimiento iniciado en 2014, que tiene como objetivo ayudar a madres de migrantes desaparecidos a encontrarlos, recorriendo en caravana, durante varios días, las rutas que generalmente hacen durante el viaje ilegal hacia Estados Unidos. En 2016, fue una de las 9 latinoamericanas inspiradoras e influyentes en la lista de las 100 mujeres del 2016 de la BBC.

## Biografía
Sánchez Soler nació en Montauban, Francia en 1941, fue responsable de implementar el Memorando de Entendimiento sobre Educación de Adultos en Baja California, firmado por los Presidentes de México y Estados Unidos. También desarrolló materiales educativos regionales en Baja California para mejorar la calidad de la educación entregada a los estudiantes migrantes. Como profesora, ayudó en la mejora de la educación de poblaciones consideradas geográficamente dispersas y marginadas en Baja California.
Martha Fernanda Sánchez Soler es cofundadora y la actual presidenta del Movimiento Migrante Mesoamericano (MMM). Junto al movimiento, Sánchez Soler dirige cada año la caravana de madres centroamericanas procedentes de Honduras, Nicaragua, El Salvador y Guatemala que viajan a México con el fin de  buscar a sus hijos y sensibilizar sobre los riesgos con los que se enfrentan los migrantes, en particular los centroamericanos, que viajan por la región hacia y dentro de los Estados Unidos.